# بول أبوت
بول أبوت (بالإنجليزية: Paul Abbott) (و. 1960  م) هو منتج تلفزيوني، وكاتب سيناريو بريطاني.

## التعليم
تعلم في جامعة مانشستر متروبوليتان.

## جوائز
حصل على جوائز منها:
- جائزة إدغار.

## وصلات خارجية
- بول أبوت على موقع IMDb (الإنجليزية)
- بول أبوت على موقع ألو سيني (الفرنسية)
- بول أبوت على موقع أول موفي (الإنجليزية)
- بول أبوت على موقع أول موفي (الإنجليزية)
- بول أبوت على موقع أول موفي (الإنجليزية)
- بول أبوت على موقع قاعدة بيانات الأفلام السويدية (السويدية)
- بول أبوت على موقع قاعدة بيانات الفيلم (الإنجليزية)
- بول أبوت على موقع كينوبويسك (الروسية)